# Iglesia de Santa María la Real (Cillamayor)
La iglesia de Santa María la Real está situada en Cillamayor, dentro del municipio de Barruelo de Santullán, perteneciente a la provincia de Palencia, en España. El grueso del edificio, aunque con alguna modificación posterior, corresponde a época románica. No obstante, existe un fragmento de muro en el lienzo Norte, que no corresponde ni con la tipología románica del edificio ni con el despiece que le rodea. Desconocemos su origen, pero podemos datarlo entre un prerrománico tardío y un románico incipiente. De época propiamente románica va a datar la construcción de la cabecera del edificio. Como es habitual, siempre se comienza por esta parte de las iglesias, puesto que una vez concluida, se puede consagrar y comenzar ya a celebrar la misa en ella. Por su tipología podemos encuadrarla alrededor de mediados del siglo XII.

## Descripción
El ábside semicircular presenta bóveda de horno ligeramente apuntada, en tanto que el presbiterio 
y la nave se cubren con 
bóveda de cañón, ésta es apuntada en el presbiterio. En su interior, dos molduras simples de nacela lo recorren a la altura del arranque de las ventanas y el inicio de la bóveda. La cubierta de la nave se encuentra sostenida por arcos fajones que reposan en ménsulas. El exterior del ábside descarga sus fuerzas en dos pilastras a las que se adosan semicolumnas coronadas por capiteles, dividiendo verticalmente el tambor en tres niveles. El espacio central y el de la epístola, se encuentran abiertos por un vano de medio punto, flanqueado en el interior y exterior por columnillas. Como es habitual, una hilera de canecillos decora el alero que recorre el perímetro exterior del ábside, mientras que el nivel inferior se ve subrayado por un pequeño zócalo o pódium bajo. Una moldura circunda todo el hemiciclo a la altura del arranque de las dos ventanas.

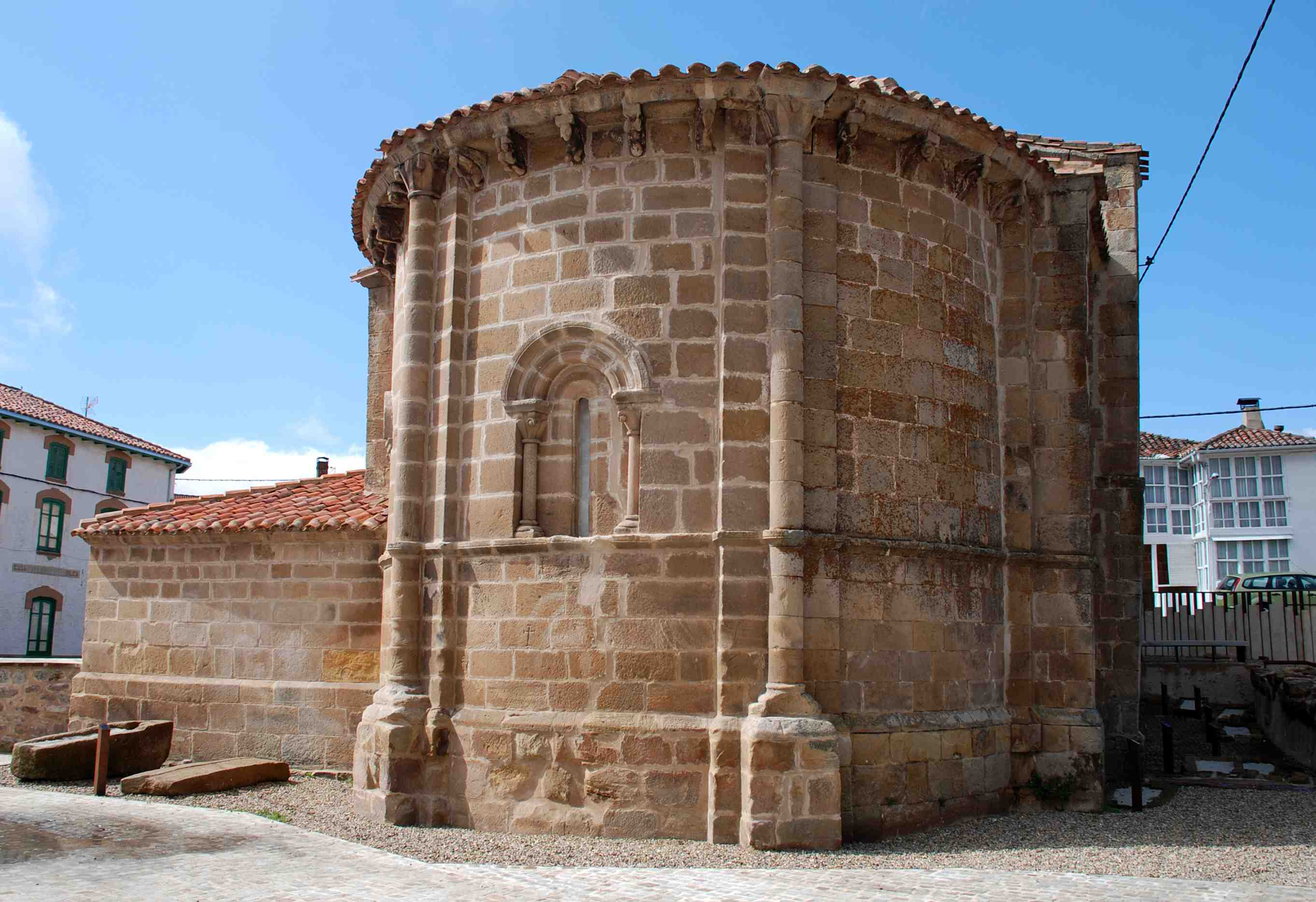
El ábside semicircular presenta bóveda de horno ligeramente apuntada.

Este ábside semicircular es común y característico a toda la geografía del norte de Palencia y Burgos. Tipológicamente se relaciona con las ermitas de Santa Cecilia de Vallespinoso de Aguilar y Santa Eulalia en Barrio de Santa María.
De las tres entradas que debió poseer el edificio, actualmente sólo conservamos una. Es una portada medieval -de fines del siglo XIII o inicios del XIV- abierta en el muro meridional que aparece protegida por un atrio moderno. Está formada por un arco de medio punto rodeado de triple arquivolta que descansa en jambas de codillo. Por encima de ella, se abre una ventana decorada con labra vegetal románica.